# Rafvery
Rafvery（ラフベリー）は、日本の男性ラップボーカルユニット。

## 概要
2005年に「RAFVERY JAM」として活動を始め、新潟県を中心に活動。
2008年に一度活動を停止するが、2010年に「Rafvery」として活動を再開する。
プロバスケットボールのB.LEAGUE「新潟アルビレックスBB」の2012-2013シーズンからのオフィシャルソングを手掛けている。
2019年1月31日に所属事務所であったEMDIを離れ、現在はフリーとして活動している。

## メンバー
- U-HEY（ユーヘイ） - ラップ
  - 1984年生まれ、新潟市出身。
- KAZZ（カズ） - ボーカル
  - 1983年生まれ、上越市出身。

## メディア
- Rafveryの『ラフな休日』（FM PORT、2013年4月 - 2017年3月）
- Rafveryの『ラフな時間』（FM PORT、2019年7月 - ）
- Rafvery☆学園[2]（FM新潟、2014年10月 - 2016年12月）
- アークベルグループCMソング「誓いの言葉」[3]
- 新潟アルビレックスBBオフィシャルソング（2012 - 2013シーズン〜）

## ディスコグラフィー
- ASIN B07PFWPPP8, Rafvery's GIFT (2012年11月21日)
- ASIN B00HF5MI8K, Rafvery's GIFT 2 (2013年10月16日)
- ASIN B00N0FD6OO, 奏 (2014年9月17日)
- ASIN B01GQQZS9E, WAVE YOUR FLAG (2016年6月29日)
- ASIN B0743W3VQT, 奇跡の絆 friending H!dE (2017年6月14日)
- ASIN B077D9LBS1, WILL (2017年11月29日)
- ASIN B07BHKD8HH, Rafvery's BEST (2018年4月4日)